# CommonJS
CommonJS — проєкт, метою якого є визначення екосистеми мови програмування JavaScript поза межами браузера (наприклад, серверний JavaScript або рідні застосунки). Проєкт був розпочатий Кевіном Денгором (Kevin Dangoor) у січні 2009 та спочатку називався ServerJS.
|                 | Те, про що я пишу тут — не технічна задача. Це об'єднує людей, це засіб зробити крок уперед, і це початок побудови чогось більшого та крутішого. What I’m describing here is not a technical problem. It’s a matter of people getting together and making a decision to step forward and start building up something bigger and cooler together. |
| — Kevin Dangoor | |

У серпні 2009 проєкт був перейменований на CommonJS, щоб вказати на ширше застосування його API. Специфікація створювалася у відкритому до пропозицій процесі та приймалася голосуванням у поштовій розсилці. Специфікація тільки тоді розглядалася як остаточна, коли вона була втілена у кількох реалізаціях CommonJS. Проєкт CommonJS не є філією групи TC39 Ecma International, що працює над ECMAScript, але деякі члени TC39 беруть участь у проєкті.

## Специфікація
Поточний стан проєкту описаний у документі CommonJS: JavaScript Standard Library [Архівовано 23 березня 2010 у Wayback Machine.].
Прийняті частини
- Modules/1.0 (Superseded by Modules/1.1)
- Modules/1.1
- Modules/1.1.1
- Packages/1.0
- Promises/B
- Promises/C
- System/1.0

Пропозиції
- Binary/B
- Binary/F
- Console
- Encodings/A
- Filesystem/A
- Filesystem/A/0
- Modules/Async/A
- Modules/Transport/B
- Packages/1.1
- Packages/Mappings
- Unit Testing/1.0

## Реалізації CommonJS
- Akshell[5]
- Common Node[6]
- CouchDB[7]
- Flusspferd[8]
- GPSEE[9]
- Joyent Smart Platform[10]
- Narwhal (JavaScript platform)[11]
- node.js[12]
- Persevere[13]
- RingoJS[14]
- SproutCore[15]
- v8cgi[16]
- MongoDB[17]
- JSBuild [18]
- XULJet [19]
- PINF JavaScript Loader [20]

## Виноски
1. 1 2  What Server Side JavaScript needs - Blue Sky On Mars. Архів оригіналу за 24 грудня 2017. Процитовано 30 листопада 2011.
2. ↑  CommonJS: JavaScript Standard Library. Архів оригіналу за 21 травня 2010. Процитовано 30 листопада 2011. [Архівовано 2010-05-21 у Wayback Machine.]
3. ↑  ProposalProcess - CommonJS Spec Wiki. Архів оригіналу за 6 вересня 2017. Процитовано 30 листопада 2011.
4. ↑  CommonJS: the First Year - Blue Sky On Mars. Архів оригіналу за 6 вересня 2017. Процитовано 30 листопада 2011.
5. ↑  Server-side JavaScript development and hosting - Akshell. Архів оригіналу за 8 квітня 2018. Процитовано 22 квітня 2022.
6. ↑  olegp/common-node @ GitHub. Архів оригіналу за 21 листопада 2012. Процитовано 30 листопада 2011. [Архівовано 2012-11-21 у Wayback Machine.]
7. ↑  Implementations/CouchDB - CommonJS Spec Wiki. Архів оригіналу за 26 квітня 2017. Процитовано 30 листопада 2011.
8. ↑  Flusspferd - CommonJS platform | Javascript bindings for C. Архів оригіналу за 28 січня 2013. Процитовано 30 листопада 2011. [Архівовано 2013-01-28 у Wayback Machine.]
9. ↑  Implementations/GPSEE - CommonJS Spec Wiki. Архів оригіналу за 26 квітня 2017. Процитовано 30 листопада 2011.
10. ↑  Implementations/Smart - CommonJS Spec Wiki. Архів оригіналу за 26 квітня 2017. Процитовано 30 листопада 2011.
11. ↑  Implementations/Narwhal - CommonJS Spec Wiki. Архів оригіналу за 26 квітня 2017. Процитовано 30 листопада 2011.
12. ↑  Implementations/node.js - CommonJS Spec Wiki. Архів оригіналу за 24 липня 2011. Процитовано 30 листопада 2011.
13. ↑  Implementations/Persevere - CommonJS Spec Wiki. Архів оригіналу за 25 квітня 2017. Процитовано 30 листопада 2011.
14. ↑  Implementations/RingoJS - CommonJS Spec Wiki. Архів оригіналу за 25 квітня 2017. Процитовано 30 листопада 2011.
15. ↑  Implementations/SproutCore - CommonJS Spec Wiki. Архів оригіналу за 25 квітня 2017. Процитовано 30 листопада 2011.
16. ↑  Implementations/v8cgi - CommonJS Spec Wiki. Архів оригіналу за 5 грудня 2011. Процитовано 30 листопада 2011.
17. ↑  MongoDB. Архів оригіналу за 22 січня 2014. Процитовано 30 листопада 2011.
18. ↑  Homepage - JSBuild. Архів оригіналу за 4 січень 2011. Процитовано 14 лютий 2019.
19. ↑  xuljet - XUL JavaScript Enhanced Toolkit - Google Project Hosting. Архів оригіналу за 12 лютого 2011. Процитовано 30 листопада 2011.
20. ↑  pinf/loader-js - GitHub. Архів оригіналу за 7 січня 2014. Процитовано 30 листопада 2011.

## Дивись також
- Document Object Model — браузерний клієнтський API, загальнодоступний у JavaScript